# Sud-Bandama

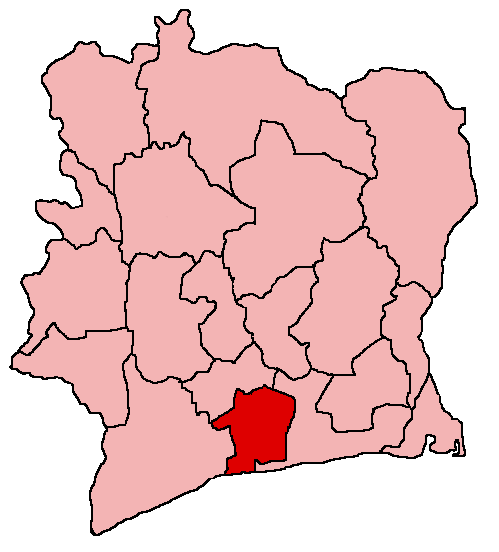
Poloha regionu Sud-Bandama na mapě Pobřeží slonoviny

Sud-Bandama byl jedním z 19 regionů republiky Pobřeží slonoviny, které existovaly do roku 2011, kdy proběhla reorganizace územně-správního členění státu. Jeho rozloha činila 10 650 km², v roce 2002 zde žilo 826 300 obyvatel. Hlavním městem regionu byl Divo.
V roce 2011 vznikl sloučením tohoto regionu s regionem Fromager distrikt Gôh-Djiboua.